# 3alfa(o 20beta)-idrossisteroide deidrogenasi
La 3alfa(o 20beta)-idrossisteroide deidrogenasi è un enzima appartenente alla classe delle ossidoreduttasi, che catalizza la seguente reazione:
androstano-3α,17β-diolo + NAD+ ⇄ 17β-idrossiandrostene-3-one + NADH + H+
I gruppi ossidrile in posizione 3α- e 20β- del pregnano e dell'androstano possono agire come donatori